# 원비 퉁기야씨 (천명제)
청태조원비(淸太祖元妃, 1560-1592)는 퉁기야씨(佟佳氏) 출신으로 이름은 하하나자칭(哈哈納扎靑, ᡥᠠᡥᠨᠨ᠊ᠠ
ᠵᠠᠴᡳᠩ Hahana Jacing)이다. 만주정홍기(滿洲正紅旗) 출신이다. 청태조(淸太祖) 누르하치(Nurhaci, 努爾哈赤)의 원배(元配) 즉 정실이다. 『만주실록(滿洲實錄)』에는 '너너머 가이하 푸진(neneme gaiha fujin)' 즉 '먼저 결혼한 푸진(福晉, 중국어의 부인夫人이 만주어화된 단어로 뜻은 부인)'이라고 기록되어 있다. 다른 문헌에서는 '원비(元妃)'라고 기록되어 있다.

## 생애
탑본파안(塔本巴晏)의 딸이자 다다파극십(多多巴克什)의 손녀이며, 륙십니(六什呢)의 증손녀이다. 선조는 파호특극신(巴虎特克愼)이다. 만력(萬曆) 5년(1577), 하하나자칭은 18세 누르하치와 결혼하였다. 만력 6년(1578) 음2월 22일 술시(戌時), 하하나자칭은 누르하치의 장녀 넌저거거(嫩哲格格)를 낳았으니, 이 딸이 후에 동고거거(東果格格)라고 불린 단장고륜공주(端莊固倫公主)이다. 1580년, 누르하치 장남 추연(Cuyen, 褚英)을 낳았다. 1583년, 차남 다이샨(Daišan, 代善)을 낳았으니, 이는 후의 예친왕(禮親王)이다.
누르하치는 퉁기야씨의 췌서(贅婿, 데릴사위)였디. 누르하치 본인도 이를 말하는 것을 피하지 않았다. 당시 명조(明朝)도 누르하치를 관성(冠姓, 성을 이름 앞에 씌워 부름)할 때에 '퉁누르하치(동노이합적)(佟努爾哈赤)'라고 하였다. 만력 20년(1592),  하하나자칭 사망 후 본성인 아이신기오로(愛新覺羅)를 회복하였다. 그러나 이후의 황실에서는 한족 관습의 영향을 받았고, 또한 개국황제가 데릴사위로 들어간 것이 좋은 일은 아니었기에 이러한 사실을 말하길 피하였다.
천명(天命) 11년(1626) 음8월, 누르하치 팔남 홍타이지(Hong taiji, 皇太極)가 제위에 오르면서 생모 몽고저저(Monggojeje, 孟古哲哲, 훗날의 효자고황후孝慈高皇后)의 신분을 높이면서 몽고저저를 황후(皇后)로 추존하였지만, 원비 퉁기야씨와 또다른 적모(嫡母)인 계비 푸차씨(繼妃富察氏)는 추존하지 않았다.

## 같이 보기
- 누르하치
- 추연
- 다이샨